# Loksodroma

Loksodroma

Loksodroma

Loksodroma (gr. loksós – ukośny, droma – linia) – linia krzywa na powierzchni kuli (np. Ziemi), przecinająca wszystkie południki pod tym samym kątem (oznaczanym np. {\displaystyle \beta }).
Na mapie Merkatora (dokładniej na mapie w rzucie Merkatora) loksodroma odwzorowuje się w postaci linii prostej i jako taka jest powszechnie stosowana w nawigacji morskiej i lotniczej do wykreślania drogi (kursu). Statek płynący stałym kursem, np. korzystając z żyrokompasu, w rzeczywistości utrzymuje ten sam kąt względem kierunku północ-południe, a więc przecina wszystkie południki pod tym samym kątem – płynie po loksodromie.
Loksodroma nie jest najkrótszą drogą łączącą dwa punkty na powierzchni kuli, właściwość taką ma za to ortodroma.

## Długość loksodromy

### Metoda przybliżona – trójkąt nawigacyjny
Przy niewielkich odległościach stosuje się przybliżoną metodę, rozwiązując tak zwany trójkąt nawigacyjny. Długość loksodromy oblicza się ze wzoru:
{\displaystyle d\approx {\sqrt {(\Delta \lambda \cdot \cos \varphi _{\text{śr}})^{2}+(\Delta \varphi )^{2}}}.}
Wartości {\displaystyle \Delta \lambda } i {\displaystyle \Delta \varphi } reprezentują odpowiednio różnice długości geograficznych i szerokości geograficznych wyrażone w minutach kątowych, a wynik otrzymujemy w milach morskich.

## Podstawowe sposoby zliczania loksodromy
Istnieją dwa podstawowe problemy żeglugi po loksodromie:
- mając dane współrzędne punktu wyjścia ({\displaystyle \lambda _{A}} – długość geograficzną i {\displaystyle \varphi _{A}} – szerokość geograficzną), kurs drogi nad dnem (KDd) oraz odległość (d), liczymy {\displaystyle \lambda _{B}} i {\displaystyle \varphi _{B}} (długość i szerokość punktu docelowego),
- mając współrzędne punktu wyjścia ({\displaystyle \lambda _{A}} i {\displaystyle \varphi _{A}}) oraz współrzędne punktu docelowego ({\displaystyle \lambda _{B}} i {\displaystyle \varphi _{B}}) liczymy KDd oraz d.

### Metoda średniej szerokości(φsr){\displaystyle (\varphi _{sr})}
Wykorzystujemy do niej tzw. trójkąt drogowy (nawigacyjny).
I tak, dla pierwszego problemu należy kolejno:
1. zamienić KDd na system ćwiartkowy,
2. obliczyć zboczenie nawigacyjne {\displaystyle a=\sin KDd*d,}
3. obliczyć różnicę długości geograficznej {\displaystyle \Delta \varphi } {\displaystyle \cos KDd={\frac {\Delta \varphi }{d}},} czyli {\displaystyle \Delta \varphi =\cos KDd*d,}
4. obliczyć różnicę szerokości geograficznej {\displaystyle \Delta \lambda } {\displaystyle a=\Delta \lambda *\cos \varphi _{sr},} czyli {\displaystyle \Delta \lambda ={\frac {a}{\cos \Delta \varphi _{sr}}},}
5. zliczyć {\displaystyle \lambda _{B}} i {\displaystyle \varphi _{B}.}

## Loksodroma w okolicy bieguna
Jeśli założymy, że kąt {\displaystyle \beta } jest różny od 0 i od {\displaystyle {\frac {\pi }{2}}} (tzn. loksodroma nie jest okręgiem wielkim), to w okolicy bieguna loksodroma zachowuje się podobnie do spirali logarytmicznej, która w układzie współrzędnych biegunowych przecina promienie pod stałym kątem. Loksodroma okrąża biegun nieskończenie wiele razy.